# Melong II
Pour les articles homonymes, voir Melong (homonymie).
Melong II est un village de la Région du Littoral du Cameroun, situé dans la commune de Baré-Bakem. Situé à 6 km de Melong, on y accède par la route qui lie Melong à Baréko.

## Population et développement
En 1967, la population de Melong II était de 2 729 habitants, essentiellement de Bamiléké. La population de Melong II était de 1 749 habitants dont 826 hommes et 923 femmes, lors du recensement de 2005.